# Adolfo Zerkowitz
Adolfo Zerkowitz (Vienne, 1884 - Barcelone, 1972), est un photographe austro-espagnol, auteur des premières cartes postales de la ville de Barcelone 